# 御花茶屋站
御花茶屋站（日语：／ Ohanajaya eki */?）是位於日本東京都葛飾區寶町二丁目，屬於京成電鐵本線的鐵路車站。車站編號是KS08。

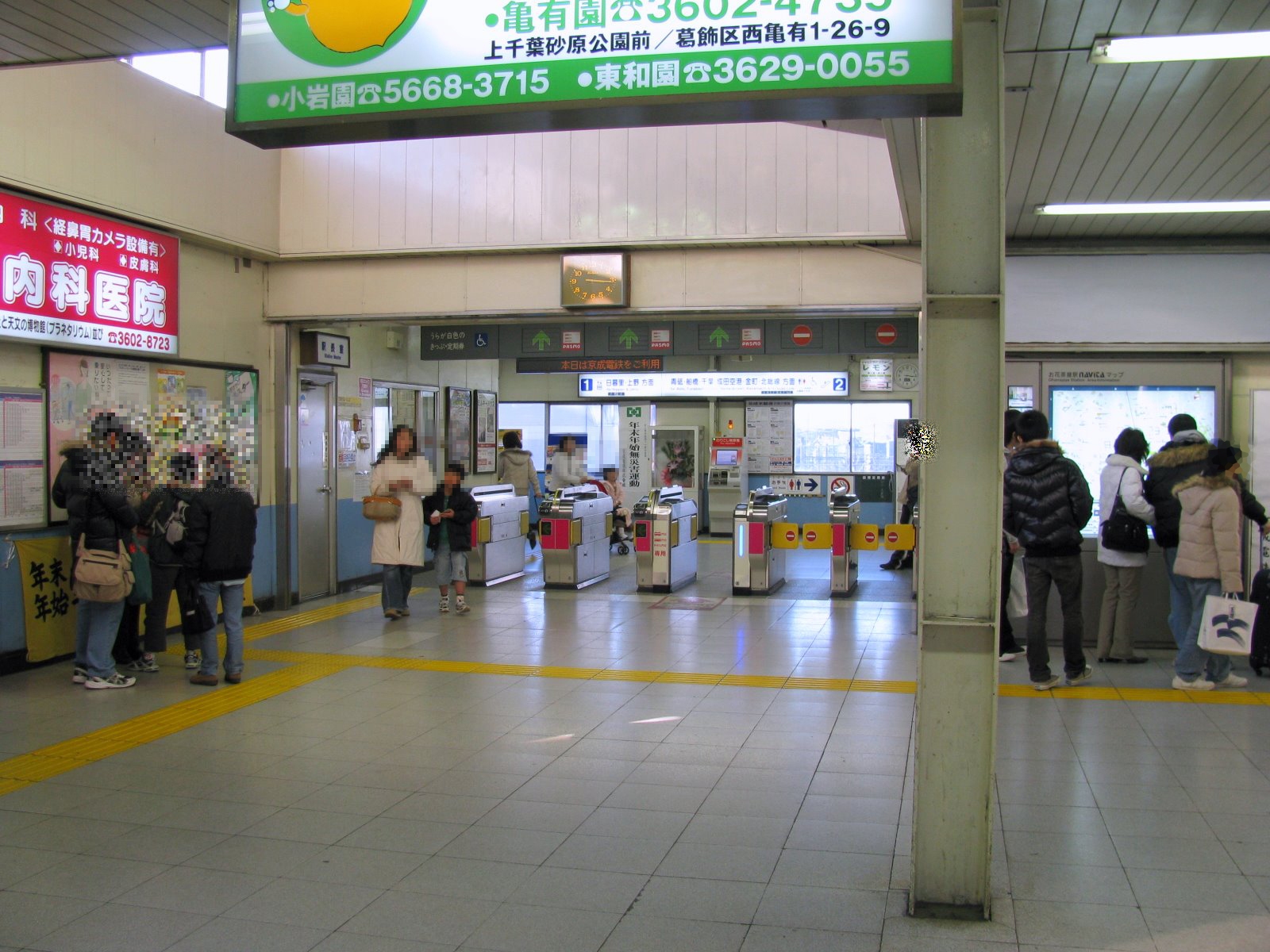
驗票口(2008年1月)

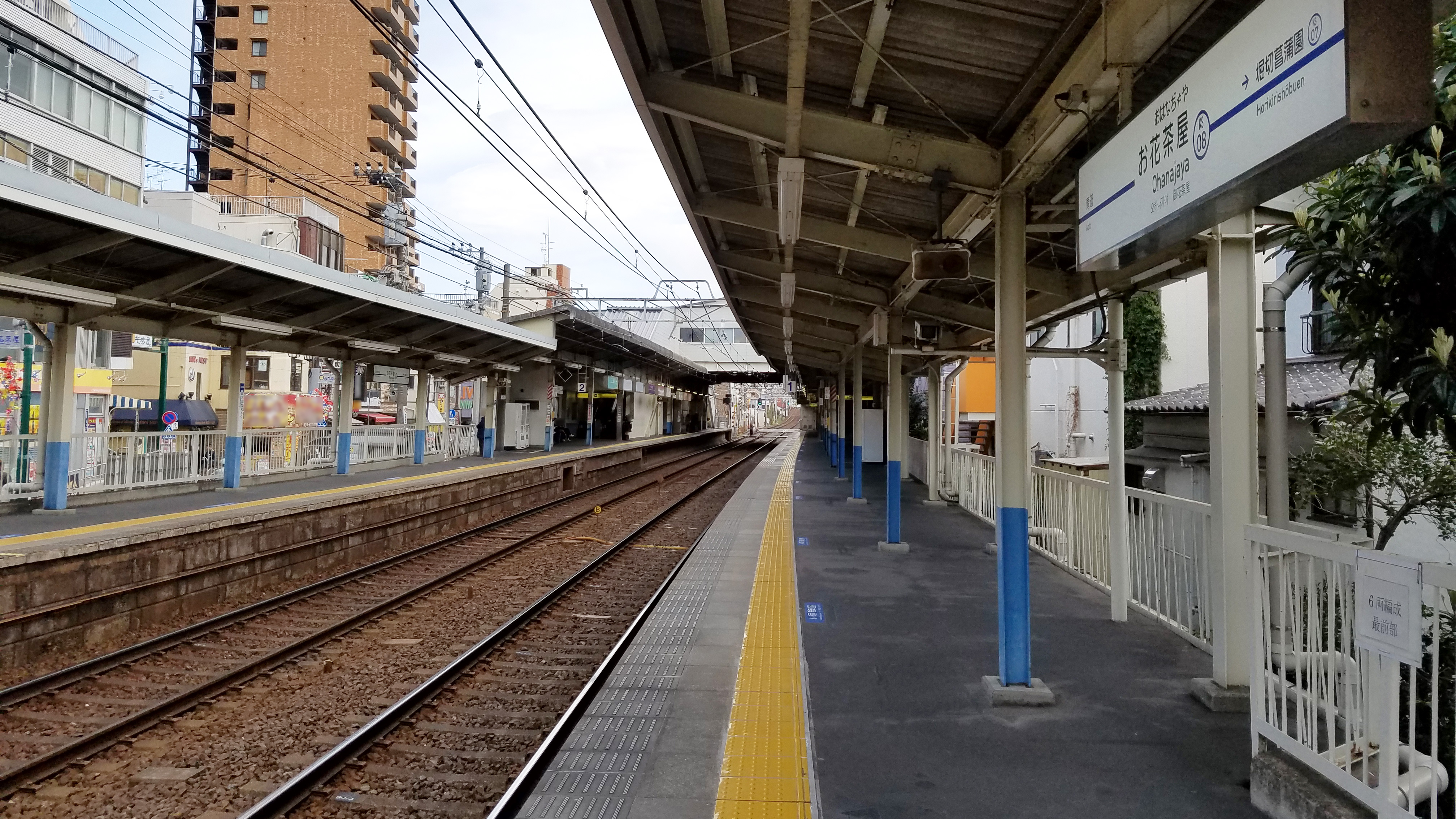
月台(2017年3月)

## 年表
- 1931年（昭和6年）12月19日 - 車站啟用。

## 車站構造
本站為相對式月台2面2線地面車站，站房採跨站式站房設計。電梯分別設於付費區外車站北側道路旁至大廳、付費區內大廳至一號線月台。電扶梯設於付費區內大廳與2號線月台之間（上野側）。電扶梯是上下行兩座並列，未設階梯。
本站有輪椅專用出口直通兩月台。廁所設於青砥方向月台。付費區外有FamilyMart、郵貯銀行ATM、投幣式置物櫃、證件快照機等
| 月台 | 路線     | 方向 | 目的地                         |
| ---- | -------- | ---- | ------------------------------ |
| 1    | 京成本線 | 下行 | 日暮里、上野方向               |
| 2    | 京成本線 | 上行 | 船橋、成田機場、千葉、金町方向 |

## 使用情況
2017年度1日平均上下車人次為33,442人、京成線全69駅中14位。本站的上下車人次在只停靠各站停車的車站中僅次於京成立石站，甚至高於千代田線、荒川線（東京Sakura Tram）轉乘站町屋站。
近年1日平均上下、上車人次推移如下表。
| 年度               | 1日平均 上下車人次 | 1日平均 上車人次 | 來源     |
| ------------------ | ------------------ | ---------------- | -------- |
| 1990年（平成02年） |                    | 16,477           | [ * 1 ]  |
| 1991年（平成03年） |                    | 16,697           | [ * 2 ]  |
| 1992年（平成04年） |                    | 16,770           | [ * 3 ]  |
| 1993年（平成05年） |                    | 16,690           | [ * 4 ]  |
| 1994年（平成06年） |                    | 16,362           | [ * 5 ]  |
| 1995年（平成07年） |                    | 15,915           | [ * 6 ]  |
| 1996年（平成08年） |                    | 15,611           | [ * 7 ]  |
| 1997年（平成09年） |                    | 15,408           | [ * 8 ]  |
| 1998年（平成10年） |                    | 15,014           | [ * 9 ]  |
| 1999年（平成11年） |                    | 14,798           | [ * 10 ] |
| 2000年（平成12年） |                    | 14,499           | [ * 11 ] |
| 2001年（平成13年） |                    | 14,556           | [ * 12 ] |
| 2002年（平成14年） | 29,016             | 14,641           | [ * 13 ] |
| 2003年（平成15年） | 29,344             | 14,760           | [ * 14 ] |
| 2004年（平成16年） | 29,467             | 14,797           | [ * 15 ] |
| 2005年（平成17年） | 30,160             | 15,082           | [ * 16 ] |
| 2006年（平成18年） | 30,643             | 15,329           | [ * 17 ] |
| 2007年（平成19年） | 31,030             | 15,557           | [ * 18 ] |
| 2008年（平成20年） | 31,202             | 15,647           | [ * 19 ] |
| 2009年（平成21年） | 30,922             | 15,482           | [ * 20 ] |
| 2010年（平成22年） | 30,576             | 15,315           | [ * 21 ] |
| 2011年（平成23年） | 30,060             | 15,057           | [ * 22 ] |
| 2012年（平成24年） | 30,429             | 15,244           | [ * 23 ] |
| 2013年（平成25年） | 31,250             | 15,671           | [ * 24 ] |
| 2014年（平成26年） | 31,141             | 15,614           | [ * 25 ] |
| 2015年（平成27年） | 31,679             | 15,881           | [ * 26 ] |
| 2016年（平成28年） | 32,497             | 16,288           | [ * 27 ] |
| 2017年（平成29年） | 33,442             |                  |          |

## 車站周邊
- 葛飾區役所（日语：葛飾区役所）
- 葛飾區鄉土與天文博物館（日语：葛飾区郷土と天文の博物館）
- 葛飾區立御花茶屋圖書館（日语：葛飾区立図書館）
- 四木齋場（日语：四ツ木斎場）
- 曳舟川（日语：曳舟川）親水公園
- 共榮學園中學高等學校（日语：共栄学園中学高等学校）
- 御花茶屋站前郵便局
- 葛飾區立上千葉小學校（日语：葛飾区立上千葉小学校）
- 葛飾區立白鳥小學校
- 葛飾區立寶木塚小學校
- 葛飾區立大道中學校
- 都營巴士南千住營業所青戶支所（日语：都営バス青戸支所）
- 葛飾FM（日语：葛飾エフエム放送）

## 巴士路線
最近的巴士站是「御花茶屋站」。以下路線的有57、有70系統由京成Town Bus，有71、有72系統（彩虹葛飾）由日立自動車交通運行。
- 有57：經上千葉砂原公園（日语：上千葉砂原公園）往龜有站 / 往葛飾區役所、立石站入口、Town Bus車庫（奧戶）
- 有70：經SMILE龜有、龜有站、金町二丁目往金町站 / 往Welpia葛飾 / 往葛飾區役所、立石站入口、Town Bus車庫（奧戶）
- 有71、有72：經龜有站、協榮兒童遊園往金町站 / 往Welpia葛飾

上述彩虹葛飾路線的巴士站設於車站東側圓環。
圓環地下有收費自行車停車場。地面是汽車停車場。

## 其他
- 有從押上經本站附近往龜有方向延伸的都市高速鐵道8號線（日语：東京直結鉄道）計畫。
- 京成線全線要將軌距從1372改成1435時，上野方向、成田方向發出的列車有段期間是同時在本站進行折返運行[7]。

## 站名由來
江戶時代，此地的茶屋女「お花」曾幫獵鷹時腹痛的八代將軍德川吉宗看病。此地因而稱為「御花茶屋」

## 相鄰車站
京成電鐵
 本線
■快速特急、■Access特急、■特急、■通勤特急、■快速
通過
■普通
堀切菖蒲園（KS07）－御花茶屋（KS08）－青砥（KS09）

## 外部連結
- 御花茶屋｜電車與車站資訊｜京成電鐵
- 御花茶屋站PDF - 京成電鐵